# Oregon, Illinois
Oregon là một thành phố thuộc quận Ogle, tiểu bang Illinois, Hoa Kỳ. Năm 2010, dân số của thành phố này là 3721 người.

## Dân số
Dân số qua các năm:
- Năm 2000: 4060 người.
- Năm 2010: 3721 người.